# 賀古明
賀古 明（かこ あきら、1911年1月8日-1995年5月9日）は、国文学者。
愛知県生まれ。國學院大学文学部国文科卒。1962年「万葉集歌語の研究」で文学博士。和洋女子短期大学教授、東邦大学教授。

## 著書
- 『万葉集の探究』有朋堂 文法・文脈整理探究シリーズ 1957
- 『新古今和歌集の解釈と文法』明治書院 1958
- 『竹取物語の探究』有朋堂 文法・文脈・整理 1958
- 『堤中納言物語の探究』有明堂 文法・文脈整理探究シリーズ 1959
- 『日本の上代歌謡和歌文学』文化書房 1961
- 『記紀歌謡の探究 文法・文脈・整理』有朋堂 1962
- 『日本の古代神話伝説文学』文化書房 1963
- 『万葉集新論 万葉情意語の探究』風間書房 1965
- 『琴歌譜新論』風間書房 1985

共著
- 『文法詳解雨月物語精解』尾崎暢殃共著 加藤中道館 1956

## 論文
- 賀古明